# USS J. William Middendorf (DDG-138)
El USS J. William Middendorf (DDG-138) será el 88.º destructor de la clase Arleigh Burke (Tramo III) de la Armada de los Estados Unidos. El 10 de junio de 2022 el secretario de la Armada Carlos del Toro anunció la imposición del nombre USS J. William Middendorf al DDG-138, en honor al 62.º secretario de la Armada J. William Middendorf.

## Construcción
El 27 de septiembre de 2018 fue autorizada su construcción, a cargo del Bath Iron Works (General Dynamics) de Bath, Maine.